# 精怪 (小說)
《精怪》是香港科幻作家倪匡的小說，是《原振俠傳奇》的第八部。內容描述科學家厲大猷用自己的遺傳因子創造生命的故事。他的研究成果，雖然因為太過驚世駭俗，被他自己毀棄，卻被他的研究助手陳阿牛繼續進行，在一座厲大猷遺留下來的郊區大宅裡，人與動物的遺傳因子結合，恐怖的精怪終於誕生。

## 故事大綱

### 神秘的怪老頭子
原振俠所服務的醫院有一位七十多歲的肺癌病患厲大猷，被三個女兒送到醫院治療。原振俠與厲大猷言談間得知厲大猷年輕時曾經在德國唸過醫學院，醫學知識極為豐富，但從未執業過，而他三個女兒對父親曾經唸過醫學院的事卻一無所知。厲大猷又向原振俠談到他曾經有一個兒子，但又殺死了自己的兒子，但厲大猷三個女兒堅稱父親沒有兒子，他可能只是覺得老來無子而胡言亂語。
一日，國際知名的科學家馮森樂博士來訪醫院，碰巧發現厲大猷原來是博士的醫學院同學，原振俠從博士那裡得知厲大猷當年是個天才醫學院學生，但未畢業就突然離開醫學院返國。厲大猷過世後，遺囑將豐厚財產分給三名女兒，但卻將他房中的大保險箱贈與原振俠，若原振俠不願接受，則轉歸給管家陳阿牛，若陳阿牛不接受就將保險箱拋棄，並不留給三位女兒。厲大猷三名女兒不滿遺囑安排，而原振俠與陳阿牛亦決定不接受這保險箱，結果眾人同意將保險箱先交給陳阿牛，由陳阿牛在眾人面前將保險箱打開看看究竟。但保險箱內部竟是七層相嵌，難以單靠人力打開，陳阿牛於是另約日子安排工具在眾人前將保險箱開啟。原振俠發現陳阿牛在厲大猷的多年調教下，具備高深的醫學知識。

### 海棠的身份
原振俠回到醫院後，聽說馮森樂博士遭人綁架，便和院長前往援救。在他們坐上接頭人的車後，原振俠邂逅了美麗的女特工－海棠。原來，馮森樂博士接受為某國年老首腦延長壽命的委託，但其實他過去所發表的所有醫學理論，都是由一位神秘人物所提供，如今因為缺少了重要的合成激素公式，而對延長壽命的研究束手無策；此次前來香港，就是為了找尋這個神祕人物。原振俠立即想出這個神祕人物就是陳阿牛，並戲稱為他們取回合成式，報酬是得到海棠親吻，結果海棠毫不猶豫下親吻了原振俠。

### 動物遺傳因子的結合
陳阿牛在眾人面前打開七層保險箱後，裡面只有一瓶動物胚胎的標本，厲大猷三名女兒感失望而放棄這胚胎標本，而原振俠和陳阿牛推測這就是厲大猷所稱的「兒子」，懷疑當年厲大猷可能利用自己細胞製造這胚胎，後來因覺得觸犯科學禁忌而停止培育。原振俠本與陳阿牛約定三天後共同研究標本。三天之後，陳阿牛卻消失無蹤、人去樓空。之後，馮森樂博士應邀主持卡爾斯將軍所發起的神秘科學研究，後來黃絹和海棠先後接觸原振俠，告知卡爾斯將軍和厲大猷的研究都是為了製造高級生命。

### 精怪誕生
過了半年，原振俠在酒吧之外巧遇陳阿牛，陳阿牛終於坦承了一切；厲大猷讀醫學院時已成功將自己的精子和蛙卵培育成形，但因無法克服道德上的恐懼，於是親手毀胚胎，並離開了醫學院。而陳阿牛得到厲大猷留在保險箱內的胚胎標本，之後再在厲大猷的書庫中找到他的實驗數據及研究日記，忍不住也培育出自己的人蛙生命體；甚至培育出比厲大猷的更多更成熟的人蛙合成生命，但他也無法承受住這種壓力，在重遇原振俠後，最後決定用烈性炸藥將自己生命和所有研究成果一同毀滅掉。至於卡爾斯將軍的科學研究，原來亦是研究人與其他生物的合成生命，被邀請的學者包括馮森樂博士拒絕這種有違科學道德的研究，而被卡爾斯囚禁，最後海棠所屬國家的特工從卡爾斯手上救出眾學者，卡爾斯的研究亦宣告失敗。

## 情節發展
- 《原振俠傳奇》另一位重要的女性角色海棠，在這個故事首次登場。書中對她外表的描述是「明眸皓齒，一股清麗，逼人而來；那是一個俏美之極的女郎，膚色膩白如玉，身材高挑，臉型充滿了古典的嬌婉；穿著一件古典化設計的衣服，更顯得她整個人像是從古代走出來一樣；有一個使她看來更純真稚氣的淺酒渦」。外表、個性都和「充滿現代感的年輕女性、皮膚黝黑健康、個性倔強」的黃絹有顯著不同。

- 海棠對原振俠無疑有一種強烈的吸引力。在二人的初遇，原振俠簡直是非常失態地緊盯著海棠的全身上下，使得海棠「曾好幾次用眼色瞪視他」。

- 女將軍黃絹所代表的北非某國狂人卡爾斯將軍集團和海棠的某國首腦集團處在相對的立場。海棠曾想拜託原振俠參加黃絹主持的科學研究計畫，並定期把研究計畫的內容告訴她。也因此原振俠從之前的苦苦思慕黃絹之中，又要添加新的感情糾葛。

- 原振俠對於黃絹依然是無可奈何，他的家黃絹依然是想來就來、說走就走。